# 기요타키촌 (미야기현)
기요타키촌(清滝村)은 1954년까지 일본 미야기현 구리하라군 중부에 위치했던 촌이다. 현재의 오사키시 일부와 구리하라시 일부에 해당한다.

## 연혁
- 1889년 4월 1일 - 정촌제 시행과 함께 구리하라군 기요타키촌이 성립하였다.
- 1954년 10월 1일 - 시다군 다카쿠라촌과 함께 후루카와시에 편입하였다.

## 참고 서적
- 『미야기현 정촌 합병지』(미야기현 지방과, 1958)